# Велико слано језеро
Велико слано језеро (енгл. Great Salt Lake‎) је слано језеро у Сједињеним Америчким Државама. Налази се на северу америчке савезне државе Јута. То је највеће слано језеро на западној хемисфери. Просечна површина му је 4.400 км², али она јако варира јер је језеро плитко. На пример, минимална површина језера од 2.460 км² забележена је 1963, док је 1988. забележена максимална површина од 8.500 км². 
Велико слано језеро је остатак праисторијског језера Боневил. Језеро се налази на 1280 метара надморске висине. Дуго је око 120 километара, а широко од 40 до 80. Просечна дубина језера је 4,3 метара, док је највећа дубина 10 метара. 
По Великом сланом језеру је назван град Солт Лејк Сити који се налази на источној обали. На западу и југозападу од језера простире се Пустиња великог сланог језера. 
Језеро нема отоке и има три веће притоке: Џордан, Вебер и Медвеђа река (енгл. Bear River). Све три реке се уливају у јужни део језера, па је стога северни део језера знатно сланији. Салинитет на југу је око 9 а на северу око 25 процената. Халофилне бактерије дају северном делу језера карактеристичну црвену боју. Већину растворене соли представља кухињска со. 